# 후지와라 노리카
후지와라 노리카(일본어: 藤原 紀香, 1971년 6월 28일 ~)는 일본의 배우이자 모델, 방송인이다. 본명은 카타오카 노리카(片岡 紀香). 효고현 니시노미야시 출신이며, 소속사는 섬데이이다.
1992년, 제24회 미스 일본에서 그랑프리를 수상했다.

## 작품

### 드라마
- 1995년: 《한 지붕 아래 2》
- 1997년: 《그것이 답이다!》
- 1997년: 《러브 제네레이션》
- 1998년: 《뉴스의 여자》
- 1998년: 《위드 러브》
- 1998년: 《안돼요!》
- 1999년: 《위험한 관계》
- 2000년: 《금요일의 연인들에게》
- 2000년: 《억만장자와 결혼하는 방법》
- 2001년: 《옛 남자》
- 2001년: 《스타의 사랑》
- 2004년: 《결혼의 힘》
- 2005년: 《오오쿠: 화의 란》
- 2006년: 《59번째 프러포즈》
- 2006년: 《다멘즈 워커》
- 2007년: 《맛있는 밥》
- 2009년: 《츠레가 우울증에 걸려서》
- 2009년: 《기네: 산부인과의 여자들》
- 2010년: 《찬스》
- 2017년: 《잠못드는 진주 ~ 아직 사랑해도 될까요? ~》 (2017.12.21 1부, 2017.12.28 2부)

### 영화
- 《꽃보다 남자》
- 《캣츠 아이》
- 1999년 《GTO》
- 2001년 《차이나 스트라이크 포스》